# Nissan Crew
O Crew é um sedan médio fabricado pela Nissan, foi fabricado exclusivamente para o mercado japonês, foi feito para fins policiais e de táxi. Foi introduzido em junho de 1993 e foi atualizado em 1998, 2001 e 2005.